# Периферија Суд Ест (Комо)
Периферија Суд Ест је насеље у Италији у округу Комо, региону Ломбардија.
Према процени из 2011. у насељу је живело 30 становника. Насеље се налази на надморској висини од 320 м.